# 汉斯·德尔施
汉斯·德尔施（英語：Hans Dersch，1967年12月25日—），美国男子游泳运动员。他曾代表美国参加1992年夏季奥林匹克运动会游泳比赛，获得男子4×100米混合泳接力金牌。